# Jennifer Tank
Pour les articles homonymes, voir Tank.
Jennifer Leah Tank est une écologue américaine, professeure Galla d'écologie des ruisseaux et des rivières à l'Université de Notre-Dame-du-Lac. Elle étudie la biogéochimie des cours d'eau, l'influence de l'agriculture sur la conservation des sols, la restauration des cours d'eau et la dynamique sédimentaire des cours d'eau. Elle a été élue membre de l'Association américaine pour l'avancement des sciences en 2020.

## Enfance et formation
Jennifer Tank, dont les parents étaient professeurs de biologie, a grandi sur les bords des Grands Lacs. Étudiante au premier cycle à l'Université d'État du Michigan, où elle a étudié la zoologie. Munie d'une maîtrise puis d'un doctorat obtenu en 1996 à l'Institut polytechnique et université d'État de Virginie (Virginia Tech), elle s'est tournée vers l'écologie. Sa recherche de maîtrise portait sur la respiration microbienne sur les feuilles et le bois mort en décomposition dans un ruisseau de la région des Appalaches. Sa recherche doctorale portait sur l'activité microbienne des biofilms se constituant sur les bois immergés dans les cours d'eau (thèse intitulée « Microbial activity on wood in streams: Exploring abiotic and biotic factors affecting the structure and function of wood biofilms »). Tank était chercheuse postdoctorale au Laboratoire national d'Oak Ridge.

## Recherche et carrière
En 1998, Tank a été nommée professeure adjointe de science de l'environnement à l'Université de l'Illinois à Urbana-Champaign. Elle a rejoint l'Université de Notre-Dame-du-Lac en 2000, où elle a été nommée assistante, associée et finalement professeure titulaire. Elle a été élue directrice de la Notre Dame Environmental Change Initiative en 2016. Dans le cadre de son leadership, Tank est responsable de l'Indiana Watershed Initiative, qui explore comment les pratiques de conservation servent à protéger l'eau douce. Elle a été élue présidente de la Society for Freshwater Science (en) en 2017.
Elle a notamment travaillé à l'étude des zones de compartiment sous-fluvial en utilisant des outils tels que des puits et des piézomètres, des traceurs conservateurs et réactifs.

## Prix et distinctions
- 2013 Nommée Leopold Leadership Fellow du Stanford Woods Institute for the Environment [6],[7]
- 2014 Elue Fellow du John J. Reilly Center for Science
- Prix de recherche en recherche communautaire de la Faculté Ganey 2016 [8]
- 2018 Notre Dame Légende des Médias [9]
- Hoosier Resilience Hero 2019 de l'Environmental Resilience Institute [4]
- Prix Ruth Patrick de l'Association des sciences de la limnologie et de l'océanographie 2019 [10]
- Membre élue en 2020 de l'Association américaine pour l'avancement des sciences[11]
- Présidente élue en 2020 de la Society for Freshwater Science (en)[12]

## Publications (sélection)
- Peterson, « Control of Nitrogen Export from Watersheds by Headwater Streams », Science, vol. 292, no 5514,‎ 6 avril 2001, p. 86–90 (ISSN 0036-8075, PMID 11292868, DOI 10.1126/science.1056874, lire en ligne)
- (en) Mulholland, Helton, Poole et Hall, « Stream denitrification across biomes and its response to anthropogenic nitrate loading », Nature, vol. 452, no 7184,‎ 2008, p. 202–205 (ISSN 1476-4687, PMID 18337819, DOI 10.1038/nature06686, lire en ligne)
- Tank, Rosi-Marshall, Griffiths et Entrekin, « A review of allochthonous organic matter dynamics and metabolism in streams », Journal of the North American Benthological Society, vol. 29, no 1,‎ 1er mars 2010, p. 118–146 (ISSN 0887-3593, DOI 10.1899/08-170.1, lire en ligne)